# Szybcy i wściekli
Szybcy i wściekli (ang. The Fast and the Furious) – amerykańsko-niemiecki film fabularny (sensacyjny) o zmaganiach samochodowych gangów oparty na artykule Kena Li pod tytułem „Racer X”. Szefem jednego z gangów jest Dominic Toretto (Vin Diesel), który swoje miasto uważa za jeden wielki tor wyścigowy. Drugim wątkiem filmu jest historia młodego policjanta Briana (Paul Walker), mającego wejść do gangu Dominica i odkryć, kto okrada ciężarówki.
Powstało 9 kontynuacji z serii Szybcy i wściekli: Za szybcy, za wściekli, Szybcy i wściekli: Tokio Drift, Szybko i wściekle, Szybcy i wściekli 5, Szybcy i wściekli 6, Szybcy i wściekli 7, Szybcy i wściekli 8,  Szybcy i wściekli 9, Szybcy i wściekli 10, a także spin-off Szybcy i wściekli: Hobbs i Shaw.

## Fabuła
Opowieść o gangach, które rywalizują o prymat, ścigając się na ulicach miast przerobionymi samochodami, najczęściej produkcji japońskiej. Są to wyścigi o duże pieniądze. Gangi podejrzewane są także o serię porwań ciężarówek. Aby zlikwidować ten proceder, do jednej z grup przenika policjant, Brian (Paul Walker). Po pewnym czasie przekonuje do siebie szefa Dominica Toretto (Vin Diesel). Rywalizacja między gangami przybiera na sile.

## Obsada
- Vin Diesel – Dominic Toretto
- Paul Walker – Brian O’Conner/Brian Spillner
- Michelle Rodriguez – Letty Ortiz
- Jordana Brewster – Mia Toretto
- Thom Barry – Agent Bilkins
- Matt Schulze – Vince
- Chad Lindberg – Jesse
- Johnny Strong – Leon
- Noel Gugliemi – Hector
- Ja Rule – Edwin
- Rick Yune – Johnny Tran
- Ted Levine – Tanner

## Ścieżka dźwiękowa
- 1. Faith Evans feat. Ja Rule – „Good Life Remix”
- 2. Caddillac Tah – „Pov City Anthem”
- 3. Ashanti – „When a Man Does Wrong”
- 4. Tank feat. Ja Rule – „Race Against Time Part 2”
- 5. Ja Rule – „Furious”
- 6. R. Kelly – „Take My Time Tonight”
- 7. Scarface – „Suicide”
- 8. Black Child – „The Prayer”
- 9. Funkmaster Flex feat. Noreaga – „Tudunn Tudunn Tudunn (Make U Jump)”
- 10. Fat Joe – „Hustlin”
- 11. Boo and Gotti – „Freestyle”
- 12. Limp Bizkit feat DMX, Method Man and Redman – „Rollin’ (Urban Assault Vehicle)”
- 13. Ja Rule – „Life Ain’t a Game”
- 14. Shade Sheist feat. Nate Dogg – „Cali Diseaz”
- 15. Petey Pablo – „Didn’t I’”
- 16. Ja Rule – „Put It On Me Remix”
- 17. Vita feat. Ashanti – „Justify My Love”
- 18. Benny Cassette – „Watch Your Back”
- 19. Bt – „Race Wars”
- 20. Live – „Deep Enough”
- 21. Dope – „Debonaire”
- 22. Molotov – „Polkas Palabras”
- 23. Lock it down – „Digital assassins” (podczas pierwszego wyścigu).
- 24. Organic Audio – „Nurega”